# Haroldswick
Haroldswick est une ville écossaise située aux Shetland sur l'île d'Unst. C'est l'endroit habité le plus au nord du Royaume-Uni. La ville tient son nom du viking Harald et est réputée pour être le premier point d'atterrissage pour les Vikings sur les îles Shetland. Une tombe viking, attribuée à Harald, a été trouvée sur la colline du Setter à proximité.